# 王凱 (中國大陸演員)
王凱（1982年8月18日—），湖北武汉人，中國大陸男演員。畢業於中央戏剧学院表演系2003级本科班。出道作品為2006年電視劇《寒秋》，在系列電視劇《醜女無敵》中飾演“陳家明”嶄露頭角。

## 生平
王凱的父母5歲時開始讓他學足球，父親是個體育迷，希望他去學體育，但是母親卻反對他走這條路。王凱在一次採訪中說：“當時我媽說，不要學什麼體育，好好讀書，考大學。我想考藝術院校，我媽不同意”。王凱在高中畢業之際，武漢市的新華書店剛好有一個子女頂替父母入職的機會，王凱在綜合考慮下接下了這個鐵飯碗，負責於倉庫搬書。在新華書店工作期間，王凱利用工作之餘的時間，參與當地電視台的節目錄製廣告拍攝，後來他在偶然的機會下，從武漢去北京拍了一個廣告，結果導演的一句，“你條件不錯，可以去考一考中戲北電”，再一次喚醒了王凱壓在心中的藝術夢想，於是王凱辭去了新華書店的職務，踏上了藝考之路，隻身來到北京的王凱遇到了很多困難，不得不求助父母，後來終於有機會到上海戲劇學院進修一年。2003年，王凱在21歲時如願成為中央戲劇學院表演系本科班的一員。

## 事业
2005年，王凱出演首部電視劇《寒秋》而進入演藝圈，該劇於2006年播出。2007年从中央戏剧学院毕业，與华谊兄弟公司签约  。2008年，电视剧《丑女无敌》即将开拍，却一直没有定下男主角的人选，有位朋友便推荐王凯试试。王凯本是去应选费德南这个角色，面试时却被导演相中出演剧中另一角色——陈家明。《丑女无敌》播出后反响很大，王凯也因此在影视圈小有名气。之后又继续拍摄了第二季，第三季以及完美季（即第四季）。在此期间，王凯也同《丑女无敌》的剧组参加了各种访谈节目以及宣传发布会，包括《背后的故事 （页面存档备份，存于）》，《鲁豫有约》以及金鹰网的专访等。
在电视剧《丑女无敌》之后，因王凯专业的演绎，令观众们以及圈内电视剧的制作者们都有些怀疑，认为王凯在生活中也是同剧中的陈家明一样的性格，也有很多类似的角色来找他演，而王凯在一次访谈节目中提到，自己现实中是很爷们的汉子。为了不在刚出道就被定型，王凯拒绝了当时所有同类型的角色，因此也有一段时间没有戏拍。他曾说过那段时间应该是他人生最低谷的时期  。直到2011年，张新建导演筹拍电视剧《知青》，他大胆启用当时还是新人的王凯出演剧中的重要角色——性格爽朗的齐勇  。也正是这部剧，才让处于迷茫状态的王凯重新找回自信。值得注意的是这部剧的制片人正是王凯日后的伯乐——侯鸿亮先生 。
随后，王凯在电视剧《新神探联盟之包大人来了》中扮演公孙泽，这也是王凯在陈家明之后的第一个经典角色，这部剧虽然没有《丑女无敌》影响范围广，而当时粉丝们也出于对这个角色的喜爱称呼王凯为“探长哥”  。2013年，王凯在《北平无战事》中扮演方孟韦，腾讯网曾评价：“尽管王凯还只是一个年轻的80后演员，但与陈宝国、刘烨、倪大红等实力派影星对戏毫不逊色，火花四溅，更是令人忍不住赞叹”  。虽然戏份不多，却是王凯表演生涯很重要的一步。
2014年，王凯在古装电视剧《琅琊榜》中扮演靖王萧景琰，这是王凯真正意义上第一次出演古装剧。这部剧改编自海晏所著同名小说，小说本身在网络上有极好的阅读量，开拍之前便受到广泛关注，而在选角初期，王凯也因之前的角色形象承受了前所未有的争议和压力。 2015年王凯陆续拍摄了《伪装者》《青丘狐传说》《他来了请闭眼》《欢乐颂》《放棄我，抓緊我》等剧。9月，《伪装者》和《琅琊榜》连续播出，王凯迎来了事业高峰。明诚和靖王这两个角色让观众记住了演员王凯，也给他带来了表演方面的肯定，包括东方卫视“风从东方来”娱乐影响力盛典“年度最具人气电视剧演员”奖， 安徽卫视国剧盛典“中國最具人气演员”奖和“年度演技飞跃演员 ”奖 。
2018年，王凯入選《中國電視劇60年大系•人物卷》，此為紀念中國電視劇誕辰60周年，由國家新聞出版廣電總局直接指導，經中國廣播電影電視社會組織聯合會遴選、審核推薦，總局領導確定，推選男女演員各66位入選《中國電視劇60年大系•人物卷》叢書項目，且已於2018年紀念檔隆重出版。同年年尾《大江大河》播出，劇集口碑收視雙豐收。為了更能貼近角色的年代形態，王凱演出前特意減磅14斤，以淳厚質樸，深沉內歛的演技，將一個農村青年宋運輝（從18歲至28歲）的奮鬥故事展現出來。王凱的專業態度及精湛演技，獲得了行業內外的認可，並分別於2019年及2020年得到上海白玉蘭獎及金鷹獎最佳男主角的提名。當2020年尾《大江大河2》播出後，王凱再次憑角色宋運輝（從28歲33歲）獲得演技獎提名。
2020年4-5月，王凱以男一身份主演的《清平樂》及《猎狐》於同時期，不同衛視、不同網台同時段播出，兩部作品均成績優異。王凱憑著《清平樂》的演出獲得第七屆文榮獎的最佳男主角。
2022年王凱接受《人物雜誌》專訪，首度談及2017年肺部患病經歷以及父親肺癌離世。王凱表示他現在的首要目標是“按時吃飯，照顧好自己，不要讓家人擔心”。
2022年12月26日與譚松韻領銜主演的民航題材電視劇《向風而行》在在中央電視台電視劇頻道首播，並在愛奇藝、騰訊視頻同步播出。講述了鷺洲航空客運飛行部副部長顧南亭和飛行員程霄共同經歷衝擊與考驗，一路披荊斬棘、相扶成長、攜手築夢的故事。該劇累計全端播放量達17.9億，位居近一年劇集亞軍；遙居全頻道首位；全端熱度突破19000。2023年11月25日，榮獲2023愛奇藝尖叫之夜戲劇單元-年度優秀劇集獎。

## 作品

### 電視劇
| 首播年份 | 剧名                     | 角色         | 備註                 |
| -------- | ------------------------ | ------------ | -------------------- |
| 2006     | 寒秋                     | 黄元尚       | 又名《虎穴》         |
| 2008     | 围屋里的桃花             | 许一霖       |                      |
| 2008     | 丑女无敌第一季           | 陈家明       |                      |
| 2009     | 丑女无敌第二季           | 陈家明       |                      |
| 2009     | 丑女无敌第三季           | 陈家明       |                      |
| 2010     | 丑女无敌完美季（第四季） | 陈家明       |                      |
| 2010     | 呼叫大明星               | 王瑞         |                      |
| 2011     | 枪炮侯                   | 戴刀         |                      |
| 2012     | 知青                     | 齐勇         |                      |
| 2013     | 新神探联盟之包大人来了   | 公孙泽       | 又名《新神探联盟》   |
| 2014     | 北平无战事               | 方孟韦       |                      |
| 2015     | 等你爱我                 | 曲和         |                      |
| 2015     | 青岛往事                 | 劉承志       |                      |
| 2015     | 偽裝者                   | 明誠         |                      |
| 2015     | 瑯琊榜                   | 靖王(萧景琰) |                      |
| 2015     | 他来了，请闭眼           | 李熏然       |                      |
| 2016     | 青丘狐传说               | 石太璞       | 單元「长亭」         |
| 2016     | 女人的天空               | 吴大维       | 2011年拍攝           |
| 2016     | 歡樂頌                   | 趙啟平       |                      |
| 2016     | 如果蜗牛有爱情           | 季白         |                      |
| 2016     | 放棄我，抓緊我           | 陳亦度       |                      |
| 2017     | 歡樂頌2                  | 趙啟平       |                      |
| 2018     | 大江大河                 | 宋運輝       |                      |
| 2020     | 清平乐                   | 趙祯         |                      |
| 2020     | 猎狐                     | 夏远         |                      |
| 2020     | 大江大河2                | 宋運輝       |                      |
| 2021     | 山海情                   | 潘书记       |                      |
| 2021     | 理想照耀中国             | 高飞         | 单元《下一个一百年》 |
| 2022     | 我们这十年               | 陈宇         | 单元《沙漠之光》     |
| 2022     | 向风而行                 | 顾南亭       |                      |
| 2024     | 大江大河之岁月如歌       | 宋運輝       |                      |
| 2025     | 淬火年代                 | 宋運輝       | 客串                 |

### 電影
| 首映年份 | 剧名           | 角色   | 备注              |
| -------- | -------------- | ------ | ----------------- |
| 2022     | 申紀蘭         | 张江平 | 2012年拍攝        |
| 2012     | 我的狗狗我的爱 | 史露威 |                   |
| 2013     | 逆袭           | 郝晨   |                   |
| 2014     | 黃金時代       | 靳以   | 客串              |
| 2014     | 黄克功案件     | 黄克功 |                   |
| 2016     | 铁道飞虎       | 范川   |                   |
| 2017     | 嫌疑人X的献身  | 唐川   |                   |
| 2018     | 英雄本色2018   | 周凱   |                   |
| 2021     | 真·三國無雙    | 曹操   | 2017年7月11日拍攝 |

### 音樂作品
| 年份 | 專輯名稱                               | 歌曲名稱                 | 備註 |
| ---- | -------------------------------------- | ------------------------ | --- |
| 2013 | 電視劇《新神探联盟之包大人来了》片尾曲 | 《探世界》               | |
| 2015 | 电视剧《瑯琊榜》插曲                   | 《赤血长殷》             | |
| 2016 | 电影《鐵道飛虎》宣傳曲                 | 《大哥》                 | 與丁晟、王大陸、桑平、吳永倫合作 |
| 2016 | 电影《鐵道飛虎》主題曲                 | 《彈起我心愛的土琵琶》   | 與成龍、黃子韜、王大陸、桑平、吳永倫合作                                                                                                 |
| 2018 | 電影《英雄本色2018》推廣曲             | 《往事流彈》             | |
| 2018 | 首張個人音樂作品《畫外音》             | 第一主打《一人份的孤獨》 | 7月16日0 點上線, 以15秒創造了QQ音樂平台史上最快破金唱片認證紀錄; 52秒達雙金認證; 9分鐘達三金認證; 112分鐘達白金認證; 110小時達雙白金認證 |
| 2018 | 電視劇《大江大河》推廣曲               | 《大江大河》             | |
| 2021 | 《獻禮音樂專輯百年》                   | 《東方之珠》             | 亞洲新歌榜日榜第三名(2021.09.10) |

### 廣播節目
| 年份 | 節 目                     | 播出時間   | 備註                                       |
| ---- | ------------------------- | ---------- | ------------------------------------------ |
| 2018 | 蜻蜓FM 《流行音樂全金榜》 | 2018.07.18 | 首個電台節目宣傳首張個人音樂作品《畫外音》 |

### 話劇 & 其他
| 年份 | 劇名         | 角色                   |
| ---- | ------------ | ---------------------- |
| 2006 | 《雷雨》     | 周平                   |
| 2007 | 《唐璜》     | 唐璜                   |
| 2016 | 《最美表演》 | 消防員（病房裡的心跳） |
| 2017 | 《国家宝藏》 | 乾隆                   |

### ＭＶ演出
- 2007《賠償》（馬梓涵）

## 獎項
| 年份日期   | 頒獎典禮                               | 獎項                   | 作品                  | 結果 |
| ---------- | -------------------------------------- | ---------------------- | --------------------- | ---- |
| 2014/11/06 | 第9屆華語青年影像論壇                  | 年度新銳男演員獎       | 《黃克功案件》        | 獲獎 |
| 2015/11/06 | 2015時尚COSMO美麗盛典                  | 年度美麗偶像           |                       | 獲獎 |
| 2015/11/14 | 風從東方來 娛樂影響力盛典              | 年度最具人氣電視劇演員 |                       | 獲獎 |
| 2015/12/13 | 第15届中國年度新銳榜                   | 年度藝人               |                       | 獲獎 |
| 2015/12/22 | 2015騰訊娛樂白皮書                     | 年度電視之星           |                       | 獲獎 |
| 2015/12/23 | 2015搜狐時尚盛典                       | 年度最有魅力男人       |                       | 獲獎 |
| 2015/12/19 | 国剧盛典                               | 最具人氣演員(內地)     | 《瑯琊榜》            | 獲獎 |
| 2015/12/19 | 国剧盛典                               | 年度演技飛躍演員       |                       | 獲獎 |
| 2016/01/07 | 2015微博之夜                           | 年度風雲人物           |                       | 獲獎 |
| 2016/03/08 | 中國電視劇品質盛典                     | 年度最具人氣男演員     |                       | 獲獎 |
| 2016/06/08 | 半夏大學生國際映像展                   | 最受大學生喜愛的男演員 |                       | 獲獎 |
| 2016/06/10 | 第22屆上海电视节白玉蘭獎               | 最佳男配角             | 《瑯琊榜 》           | 提名 |
| 2016/10/16 | 第28届中国电视金鹰奖                   | 觀眾喜愛的男演員       | 《北平无战事》        | 提名 |
| 2016/10/30 | 2016時裝之夜．歡樂頌                   | 年度最具魅力男演员     |                       | 獲獎 |
| 2016/11/09 | 2016百度娛樂人物                       | 百度娱乐年度人物       |                       | 獲獎 |
| 2016/11/09 | 2016時尚COSMO美麗盛典                  | 年度最具影响力偶像大奖 |                       | 獲獎 |
| 2016/11/27 | 第3屆亞洲彩虹獎電視頒獎禮              | 最佳男配角             | 《瑯琊榜》            | 獲獎 |
| 2016/12/10 | 腾讯视频星光大赏                       | 最具实力电视剧男演员   |                       | 獲獎 |
| 2017/01/10 | 誰是恆星．今日頭條2016年度娛樂盛典     | 年度最具爆發力男明星   |                       | 獲獎 |
| 2017/01/16 | 2016微博之夜                           | 年度最美表演           |                       | 獲獎 |
| 2017/01/16 | 2016微博之夜                           | 微博年度男神           |                       | 獲獎 |
| 2017/02/26 | 中國電視劇品質盛典                     | 年度市場號召力劇星     |                       | 獲獎 |
| 2017/06/18 | 2017微博电影之夜                       | 微博影响力演员         | 《嫌疑人X的獻身》     | 獲獎 |
| 2017/12/08 | 2017搜狗IN全景·甄选礼                  | IN·势力 最具突破影响力 |                       | 獲獎 |
| 2017/12/08 | 芭莎男士2017商业星力量巅峰人物年度盛典 | 年度吸引力明星         |                       | 獲獎 |
| 2017/12/17 | 我是頭條．2017今日頭條年度盛典         | 年度實力演員           |                       | 獲獎 |
| 2017/12/18 | 2017時尚COSMO美麗盛典                  | 年度最美人物           |                       | 獲獎 |
| 2018/01/18 | 2017微博之夜                           | 微博年度男神           |                       | 獲獎 |
| 2018/03/13 | 中國電視劇品質盛典                     | 年度全媒體关注度劇星   |                       | 獲獎 |
| 2018/08/26 | 2018百度娛樂人物                       | 百度娛樂人氣之星       |                       | 獲獎 |
| 2018/10/25 | 2018時代能量．時裝之夜年度盛典         | 時代創造力             |                       | 獲獎 |
| 2018/12/18 | 2018 騰訊視頻星光盛典                  | 年度電視劇男演員       |                       | 獲獎 |
| 2019/03/05 | 中國電視劇品質盛典                     | 年度卓越品質之星       |                       | 獲獎 |
| 2019/03/05 | 中國電視劇品質盛典                     | 致敬70年傑出表演劇星   |                       | 獲獎 |
| 2019/06/14 | 第25屆上海电视节白玉蘭獎               | 最佳男主角             | 《大江大河》          | 提名 |
| 2019/12/19 | 第六屆中國電視好演員年度盛典           | 藍組最佳男演員         |                       | 獲獎 |
| 2020/10/18 | 第30届中国电视金鹰奖                   | 最佳男演員             | 《大江大河》          | 提名 |
| 2020/11/01 | 第七屆文榮獎                           | 最佳男主角             | 《清平乐》            | 獲獎 |
| 2020/12/31 | 2020今日頭條年度娛樂大賞               | 年度實力藝人           |                       | 獲獎 |
| 2021/01/10 | 2020騰訊娛樂年度盛典                   | 年度電視劇男演員       |                       | 獲獎 |
| 2021/02/28 | 2020微博之夜                           | 微博年度突破演員       |                       | 獲獎 |
| 2021/03/13 | 中國電視劇品質盛典                     | 品質實力演技劇星       | 《獵狐》《大江大河2》 | 獲獎 |
| 2021/03/25 | 費加羅風尚盛典                         | 年度風尚實力榜樣人物   |                       | 獲獎 |
| 2021/06/10 | 第27屆上海电视节白玉蘭獎               | 最佳男主角             | 《大江大河2》         | 提名 |